# Richland Township (Clinton County, Ohio)
Richland Township ist eines von 13 Townships des Clinton Countys im US-Bundesstaat Ohio. Nach der Volkszählung im Jahr 2000 waren hier 3758 Einwohner registriert.

## Geografie
Richland Township liegt im äußersten Nordosten des Clinton Countys im mittleren Südwesten von Ohio und grenzt im Uhrzeigersinn an die Townships: Jasper Township im Fayette County, Concord Township (Fayette County), Wayne Township, Green Township, Union Township und Wilson Township.

## Geschichte
Richland Township wurde am 6. April 1810 gebildet und war eines der drei Original-Townships des Countys. Am 13. August 1813 wurden die Grenzen neu gezogen und das Green Township daraus gebildet sowie ein Teil des Union Townships. Am 15. Juli 1817 wurde aus einem weiteren Teil das Liberty Township, im März 1837 das Wayne Township und im August 1850 das Wislon Township aus dem ehemaligen Richland Township gebildet.

## Verwaltung
Das Township wird durch ein Board of Trustees, bestehend aus drei gewählten Mitgliedern, verwaltet. Zwei Personen werden jeweils im Jahr nach der Präsidentschaftswahl gewählt und eine jeweils im Jahr davor. Die Amtszeit dauert in der Regel vier Jahre und beginnt jeweils am 1. Januar. Daneben gibt es noch einen Township Clerk (zuständig für Finanzen und Budget), der ebenfalls im Jahr vor der Präsidentschaftswahl auf eine vierjährige Amtszeit gewählt wird. Dessen Amtszeit beginnt jeweils am 1. April.